# Tarauacá (microregio)
Tarauacá is een van de vijf microregio's van de Braziliaanse deelstaat Acre. Zij ligt in de mesoregio Vale do Juruá en grenst aan Peru in het zuiden, de mesoregio Vale do Acre in het oosten, de deelstaat Amazonas in het noorden en de microregio Cruzeiro do Sul in het westen. De microregio heeft een oppervlakte van ca. 45.184 km². Midden 2004 werd het inwoneraantal geschat op 69.767.
Drie gemeenten behoren tot deze microregio:
- Feijó
- Jordão
- Tarauacá

Mesoregio's: Vale do Acre · Vale do Juruá

Microregio's: Brasiléia · Cruzeiro do Sul · Rio Branco · Sena Madureira · Tarauacá